# ФК Ханза (Росток)
ФК Ханза Росток (на немски: FC Hansa Rostock) е германски футболен отбор от град Росток, провинция Мекленбург-Предна Померания, Германия, с около 4800 членове. Основан е на 28 декември 1965 г. в бившата ГДР след преобразуването на футболното поделение на създадения през 1954 г. спортен клуб Емпор Росток.
Ханза е единственият футболен отбор от бившата Източна Германия, който след падането на Берлинската стена не напуска първите две дивизии на Германия. Най-големият му успех в историята е спечелването на последните издания на първенството и купата на ГДР през 1991 г.

## История

### Началото като Емпор Росток

#### 1954 – Основаването на Емпор Росток
През 1954 г. във връзка с програма за развитието на спорта в районите на Германската демократична република се създават спортни клубове в окръжните центрове на страната, занимаващи се само и изключително със спорт, за разлика от съществуващите до този момент браншови организации, практикуващи спорт в свободното време на работниците. В Росток, най-големия източногермански град на север от Берлин, на 11 ноември 1954 г. се създава спортният клуб Емпор Росток, развиващ седем вида спорт. Завършеният на 27 юни същата година стадион Остзеещадион е предаден на ръководството на клуба.
След изпадането на Мотор Висмар от първа дивизия на ГДР през сезон 1954/55 северните райони на страната остават без представител в най-високото футболно ниво. Така докато силните саксонски отбори се борят за титлата, северняците потъват в неизвестност. Това не се харесало на ръководителите на източногерманския футбол, държащи на „равномерност и разпределение“ в спорта, и в течение на кампанията 1954/55 саксонският тим Емпор Лаутер е командирован в Росток. Главен инициатор за това е Карл Мевис, първи секретар на комунистическата партия в окръг Росток. Това не е прецедент в практиката на „командироването“, като през 1953 г. по подобен начин Форвертс Лайпцих е изпратен в Берлин.
Емпор Лаутер и Емпор Росток принадлежат към браншовата организация Емпор, но към момента на обединението лаутерци са временен водач на първенството с 10 точки. Все пак в саксонския град те не разполагат с възможностите, които Росток предлага в инфраструктурно и организационно отношение. Преместването на отбора предизвиква протестите на обществеността в Лаутер, трима играчи на тима са изпратени в Мотор Цвикау, други отиват да играят в долни дивизии, а някои футболисти просто спират с футбола. В крайна сметка общо 12 играчи и треньорът Освалд Пфау заминават за града на Балтийско море. Впоследствие гостуванията на Емпор Росток в Саксония преминават пред скандирания за предателство от публиката на домакините.
В началото ростокският клуб играе предимно с млади таланти от северните провинции на ГДР, като по-опитните и изградените играчи рядко „акостират“ на брега на Балтийско море.

### От 1954 до 1965 г.– „Вечните втори“
В 11. кръг на първенството, изигран на 14 ноември 1954 г., първодивизионният ростокски отбор играе първата си официална среща пред 17 000 на Остзеещадион срещу Хеми Карл-Маркс-Щат. Мачът завършва 0:0, а Емпор Росток се свлича в надолу в класирането като завършва шампионата на деветото място. Все пак е дистигнат финалът за Купата на ГДР в Лайпцих, загубен от Висмут Карл-Маркс-Щат с 2:3 след продължения.
Въпреки че заема второто място в началото на първенството през 1955 г. и се сдобива с национален футболист на Източна Германия в лицето на Герхард Шалер, Емпор Росток финишира последен през 1956 г. и изпада във втора дивизия. Треньорите Вили Мьоринг, Ерих Дител, Лотар Визенер и Курт Цапф безуспешно се опитват да предотвратят изпадането. Под ръководството на Хайнц Крюгел ростокци веднага се завръщат в елитната дивизия, след като прекарват само една година в „изгнание“. Освен класирането, Емпор Росток постига и второ участие на финал за купата, отново загубено след продължения – 1:2 от Локомотив Лайпцих.
След това си добро представяне Емпор Росток се стабилизира в Оберлигата и при новия наставник Валтер Фрич губи нов финал в турнира за купата на страната през 1960 г. – 2:3 срещу Мотор Йена след продължения, въпреки че до 63 минута води с 2:0. Сезон 1961/62 е още по-успешен и отборът печели сребърните медали в първенството, но преди последния кръг изостава на 1 точка от първия Форвертс Берлин, като го приема на Остзеещадион в последния си мач. Домакинското преимущество не е използвано и Емпор Росток губи срещата с 1:3 пред 30 000 зрители. След успеха ростокския тим е избран за „отбор на 1961“ от редакцията на спортно списание, а нападателят на клуба Артур Биалас става голмайстор на шампионата с 23 попадения.
През сезоните 1962/63 и 1963/64 Емпор Росток отново е втори с изоставане с 6 и 2 точки съответно от Мотор Йена и Хеми Лайпцих. Оттук клубът е наречен „вечния втори“ от противниковите запалянковци. Четирима футболисти от Росток са включени в олимпийския отбор на ГДР за Олимпийските игри през 1964 г. – Волфганг Бартелс, Юрген Хайнш, Херберт Панкау и Клаус-Дитер Заахаус. Куриозното е, че тези футболисти печелят бронзовите медали на олимпиадата, а с клубния си отбор завършват едва пети в първенството 1964/65. Треньорът Фрич е заменен през април 1965 г., а постът му временно е зает от Курт Цапф, преди да дойде и постоянният наследник Герхард Глезер.

### Ханза Росток

#### От 1965 до 1973 г.– Началните години
На 28 декември 1965 г. в 18:32 часа футболното подразделение на Емпор в Росток се закрива и се създава чисто футболният клуб Ханза Росток. Решението е взето от спортните ръководители на Източна Германия с цел да се създаде силен футболен център в прибалтийския град. Първият чисто футболен клуб на ГДР е Магдебург от 22 декември 1965 г., а през следващия месец следват формиранията на футболните формации от Берлин, Кемниц, Ерфурт, Хале и Лайпцих. За име на новия отбор са се обсъждали „Ханза“ и „Коге“, които смислово са свързани със средновековната германска дума Ханзе (на български Пристанище) и показват историческото наследство на града като важен пристан на Балтийско море. Първи ръководител на Ханза става Хайнц Нойкирхен.
През втория дял на сезона 1965/66 Ханза Росток играе постоянно и завършва първенството на четвъртото място, а през следващата кампания отборът е десети. Тогава се постига и четвърти финал за Купата на ГДР и за разлика от предишните три пъти Ханза губи в редовното време от Мотор Цвикау с 0:3. За началото на сезон 1967/68 градските противници от Форвертс Росток са изпратени да играят в Щралзунд, за да подкрепят местния футбол, като по този начин съперничеството между двата ростокски отбора отслабва. В края на сезона Ханза финишират втори на 5 точки от шампиона Карл Цайс Йена, а футболистът Герд Костман е голмайстор на първенството (15 гола). Клубът получава правото да играе в турнира за Купата на панаирните градове (днешната Купа на УЕФА или Лига Европа). Там източногерманците преодоляват френския Ница в първия кръг, но след това отпадат от Фиорентина след допуснат гол като домакин. Четвъртото място през сезон 1968/69 означава ново участие на европейската сцена, а 18-те гола на Костман – нов голмайсторски приз. Наставникът Глезер все пак е сменен през май 1969 г. от Лотар Визенер, а от юли същата година начело на тима е Хорст Зас.
Зас опитва да подмлади отбора си като интегрира в състава младите футболисти Йоахим Щрайх и Герд Кише и едва не изпада през сезон 1969/70, когато Ханза се спасява само с 2 точки аванс пред последните отбори. В европейските турнири ростокци елиминират гръцкия Паниониос, а след това се изправят срещу италианския доминант Интер Милано. Италианците сензационно са победени на Остзеещадион с 2:1, но загубата на реванша с 0:3 изхвърля Ханза от състезанието. След три нови сезона в долната половина на класирането Зас напуска Росток. На Олимпиадата през 1972 г. играчите на Ханза Йоахим Щрайх и Дитер Шнайдер печелят бронзовите медали.

#### От 1973 до 1990 г.– Ростокския „асансьор“
Под ръководството на Хайнц Вернер Ханза завършва на седмо място през сезон 1973/74 и така се връща в горната половина на таблицата. През следващия сезон обаче тимът се подвизава в дъното на класирането. При домакинското поражение от Карл Цайс Йена на 8 март 1975 г. Вернер е освободен от треньорския си пост още по време на срещата от партийния функционер Хари Тиш. Хелмут Хергезел, допреди две години футболист на ростокци, поема треньорските функции, но не успява да предотврати второто изпадане на Ханза Росток във втора дивизия на ГДР. Докато Йоахим Щрайх преминава в Магдебург и там става футболистът с най-много срещи за националния отбор на Източна Германия, Герд Кише остава в града на Балтийско море, където продължава кариерата си. Двамата играят заедно с националния екип на Световното първенство през 1974 г., а Кише дори се изправя срещу Западна Германия.
По това време втора лига на ГДР се е състояла предимно от аматьорски клубове, чиито футболисти са работели във фабриките на комунистическата Германия. Това е и причината футболни отбори като Ханза да не срещат трудности при завръщането си в елита. Така те завършват втородивизионния сезон 1975/76 без загуба, но веднага след това отново изпадат, като една точка не достига за спасението. Въпреки че се състезава във второкласен отбор, Герд Кише редовно играе за националния си отбор и на Летните олимпийски игри през 1976 г. печели златен медал, заедно със своите съотборници. Новото завръщане в първа дивизия е постигнато след само две загуби през 1977/78, като победата с 10:0 над Мотор Волгаст е най-изразителната победа в официална среща в историята на ростокския клуб. Лошото представяне в Оберлигата на ГДР обаче слага край на ръководството на Хергезел и той е сменен с бившия си съотборник Юрген Хайнш през декември 1978 г. Въпреки треньорската рокада, в края на сезона се стига до ново изпадане. От юли 1979 г. отборът е ръководен от Хари Ниперт, при когото тимът отново завършва сезона без загуба и убедително се връща в първа лига като победител в състезанието. Ханза отново побеждава с 10:0, този път Кернкрафтверк Грайфсвалд. Заветната цел е изпълнена в първодивизионния сезон 1980/81 и Ханза Росток не изпада с три точки аванс пред изпадащите тимове.
В продължение на четири кампании в периода 1981 – 1985 г. Ханза играе в Оберлигата на ГДР под ръководството на завърналия се Юрген Хайнш, като се класира предимно в долната част на таблицата. През 1985/86 обаче изпадането е факт при наставника Клаус Кройл. Младежкият национален футболист от Ханза Томас Дол напуска отбора и преминава в Динамо Берлин, докато по-възрастните играчи Аксел Шулц и Райнер Ярос остават на Остзеещадион. С участието на тези играчи и треньора Вернер Фойгт завръщането в елитната дивизия се осъществява без особени трудности, а към това отборът играе и финал за Купата на ГДР, който губи с 1:4 от Локомотив Лайпцих и така за пети път взема сребърните медали от това състезание. Докато сезон 1987/88 представлява продължителна борба за оцеляване в първа дивизия за Ханза, постигната в крайна сметка с две точки над зоната за изпадане, то кампанията 1988/89 е доста по-успешна и тимът се завръща в европейските клубни турнири за първи път след 1969 г. чрез четвъртото си място в крайното класиране на шампионата. За Купата на УЕФА обаче ростокци отпадат още в първия кръг от Баник Острава.
Футболистът на Ханза Аксел Крузе бяга в Западна Германия след среща на отбора си в Копенхаген през юли 1989 г., а източногерманския спорт е либерализиран след Обединението на Германия, осъществено по време на футболното първенство 1989/90, където Ханза завършва на шесто място. Така договорите на играчите в спортните клубове не се свързват със съответната трудово-браншова организация, а със самия спортен клуб. Това е нова стъпка към пълното професионализиране на спортове като футбола, а трансферите на играчите повече не се осъществяват със съгласието на партията. В условията на свободно състезание между клубовете Ханза Росток сключва споразумение за сътрудничество със западногерманския отбор Вердер Бремен през януари 1990 г., а финансовото състояние на клуба значително се подобрява след изплащане на значителна трансферна сума за Аксел Крузе от Херта Берлин. За разлика от другите водещи източногермански клубове Ханза не пласира добрите си играчи в отбори от Западна Германия срещу сериозни трансферни суми, а чрез значителен за времето си бюджет за заплати (около 6000 германски марки на месец), успява да задържи основните си футболисти.

#### От 1990 до 1995 г.– Между шампион и втородивизионен отбор
Последното издание на първенството на ГДР през 1990/91 преминава под знака на сливането на футболните съюзи на Западна и Източна Германия, а освен това то е и своеобразна квалификация за единната Първа Бундеслига, която се въвежда от следващия сезон. Преди шампионата Ханза привлича западногерманския треньор Уве Райндерс и американския национален футболист Пол Калигури – първият чужденец, обличал екипа на отбора. На 2 август 1990 г. Ханза Росток официално става самостоятелен спортен клуб, независим от партии и браншови организации. Издръжката на отбора се осъществява чрез спонсорски договор с компанията за лепила и други канцеларски материали УХУ. След като Ханза става есенен първенец с 20 точки, клубът добавя нови 15 до края на първенството и през май 1991 г. триумфира с последната титла на ГДР. С това си постижение Ханза получава право на участие в турнира за Купата на европейските шампиони, а заедно с Динамо Дрезден, и покана за новата обединена Първа Бундеслига на Германия. На 2 юли 1991 г. се провежда и последния финал за Купата на ГДР, който след пет неуспешни опита в миналото най-после завършва с победа на ростокци над Щал Айзенхютенщат с 1:0 на берлинския стадион Фридрих-Лудвих-Ян-Шпортпарк. След Обединението на Германия обаче значението на тези титли рязко спада, поради което финалната среща за купата се играе пред не повече от 4800 зрители.
Преди началото на сезон 1991/92 Хенри Фукс е първият основен футболист на Ханза Росток, който напуска отбора в посока богатите западногермански тимове. Ростокския клуб опитва да компенсира липсата му с привличането на трима чешки футболисти, но това не се оказва особено сполучливо. В турнира за Суперкупата на Германия Ханза губи на полуфинала от действащия западногермански шампион Кайзерслаутерн, а Юри Шлюнц е изгонен за втори жълт картон. Сезонът в Първа Бундеслига започва отлично за ростокци след победа с 4:0 над Нюрнберг и така отборът повежда в класирането по голова разлика. Доброто начало е последвано от лавинообразно нарастваща поредица от загуби и в края на сезона Ханза отново попада в борба за оставане в дивизията. При това шампионският треньор Уве Райндерс напуска отбора през зимната пауза поради различия с клубния президент Герд Кише и е заменен през март 1992 г. от Ерих Рутемьолер. В последния кръг на шампионата Ханза е сигурен изпадащ, но въпреки това футболистите намират сили и поднасят малка сензация, решавайки изхода на шампионската битка. Те побеждават като домакини с 2:1 Айнтрахт Франкфурт и по този начин дават сребърната салатиера в ръцете на капитана на Щутгарт. Преди да изпадне във Втора Бундеслига Ханза участва в турнира на европейските шампиони, където отпада още от първия си противник – по-късният носител на трофея Барселона. В първата среща ростокци губят на Камп Ноу с 0:3 и успехът им в ответната среща с 1:0 на Остзеещадион губи своето значение.
Преди сезон 1992/93 във Втора Бундеслига ръководството поставя за цел връщането във футболния елит на Германия, въпреки че нови четири основни футболисти напускат Росток. Младите тогава играчи Тимо Ланге и Марко Цалман по-късно играят дълги години със синьо-белия екип. През есенния дял на сезона Ханза се движи в челото на класирането, но към края на сезона пада до шестото място. Още през зимната пауза Хорст Хрубеш заменя на треньорския пост Рутемьолер, но тази смяна е по-скоро неуспешна и Ханза се свлича до единайсетото място в крайното класиране. През следващия сезон завърналият се наставник Юрген Хайнш леко подобрява представянето на отбора с осмото място, но това отново е недостатъчно за промоция.
Новият треньор на отбора за сезон 1994/95 се казва Франк Пагелсдорф. С помощта на футболния ветеран Юри Шлюнц и на дошлия от английския Астън Вила Щефан Байнлих Ханза завършва сезона на първото място, въпреки че първоначално не са декларирани подобни амбиции. След служебното изваждане на Динамо Дрезден от Първа Бундеслига Ханза Росток в продължение на дълги години е единственият отбор, представящ бившата ГДР в германския елит. Ростокският отбор е наречен „Фарът на Изтока“ в германския футбол.

#### От 1995 до 2005 г. – Ханза Росток в Първа Бундеслига
Изненадващо „новакът“ в Първа Бундеслига Ханза Росток заема третото място в класирането след изиграването на отделни кръгове от надпреварата. Все пак клубът завършва на шесто място в крайното класиране и пропуска възможността да играе в европейските клубни турнири. При домакинството на отбора в Росток срещу Санкт Паули се стига да вандалски прояви и Ханза е наказан с парична глоба и лишаване от домакинство за една среща. На 28 октомври отборът домакинства на Олимпийския стадион в Берлин вместо на Остзеещадион и поставя нов рекорд за домакинска посещаемост – 58 492 зрители.
Преди началото на сезон 1996/97 основният футболист Рене Шнайдер, който освен това играе и за националния отбор на Германия, е продаден на Борусия Дортмунд. Слабата защита на Ханза се подсилва през зимната пауза на първенството и така клубът завършва на 15 място и се спасява от изпадане. Новият наставник Евалд Линен укрепва своя тим в първата половина на класирането през 1997/98 и шестото място отпреди няколко години се повтаря. В допитване по медиите в Германия участниците в анкета посочват ростокци, като най-атрактивно играещият отбор в първа лига. Друг малък успех е титлата на Германия по футбол в зала, постигната след победа с 4:3 срещу Шалке 04 през януари 1998 г., което е и първият общогермански трофей във витрината на Ханза.
Преди новия сезон Ханза участва в летния турнир на УЕФА Интертото, но отпада още от първия си противник унгарския Дебрецен. Основни играчи напускат балтийския град, което води до поредици от лоши резултати и попадане в зоната за изпадане. Евалд Линен е освободен от треньорския пост през март 1999 г. и заменен от неговия помощник Андреас Цаххубер. Оставането на отбора в Първа Бундеслига е постигнато по драматичен начин след победа като гост над Бохум с 3:2 в последния кръг на първенството. Победното попадение отбелязва полякът Славомир Маяк в 83 минута на мача, с което допринася сезон 1999/00 да е един от най-драматичните в историята на германския футбол. За Купата на Германия Ханза достига до полуфинал, което е и най-доброто представяне на отбора в тази надпревара.
През последвалите четири сезона Ханза Росток се класира на места между дванайсетата и петнайсетата позиция в таблицата под ръководството на Андреас Цаххубер, Фридхелм Функел и Армин Фее. Значими играчи от отбора, които обличат националния екип на „бундестима“, са Оливер Ньовил и Марко Ремер. Тяхната продажба стабилизира и бюджета на „синьо-белите“. Между 1998 и 2007 г. клубът привлича общо седем шведски, трима датски и един финландски национални футболисти, което е и причината при някои от домакинствата на клуба по трибуните на Остзеещадион да идват по 2000 шведи. През сезон 2003/04 треньорът Юри Шлюнц извежда отбора до девето място в първенството и ново участие в Интертото, което е отказано от ръководството на клуба. Нападателят Мартин Макс вкарва 20 гола в 33 срещи и става голмайстор на Първа Бундеслига с екипа на Ханза.
Преди началото на кампанията 2004/05 Ханза за пръв път участва в Купата на Лигата на Германия, където отпада в първия кръг от Байер Леверкузен след изпълнение на дузпи. В първенството клубът се представя изключително слаби и губи осем домакински мача през есенния дял шампионата и подобрява антирекорда на Тасмания Берлин от 1965 г. за най-слаб домакински отбор. „Синьо-белите“ събират едва 11 точки преди зимната пауза, а разгромната загуба с 0:6 от Хамбург през ноември 2004 г. води до оставката на Юри Шлюнц. Новият наставник Йорг Бергер не успява да спаси ростокци от изпадане, което става факт след допуснати 18 загуби от 34 мача.

#### От 2005 г.– Актуално развитие
За сезона от Втора Бундеслига ръководството на Ханза си поставя за цел завръщането в първа дивизия и след като отборът записва две загуби на старта, треньорът Йорг Бергер е освободен и заместен от завърналия се Франк Пагелсдорф. Смяната не повлиява драстично в представянето на футболистите и те завършват сезона на десето място в крайното класиране. През 2006/07 обаче Ханза Росток не допуска загуба в първите си 18 срещи, поставя нов клубен рекорд за най-добро представяне във втора дивизия и като втори отбор в таблицата получава право да играе в Първа Бундеслига от следващата година.
За участието си там клубът първоначално не покрива критериите на Германския футболен съюз и е принуден да продаде името на стадиона си на Германската кредитна банка. Така от 2 юли 2007 г. Остзеещадион става Де Ка Бе-Арена. През есенния полусезон ростокци печелят 17 точки от 17 срещи и заемат 15-ото място преди зимната пауза. Представянето на тима през пролетта е по-слабо и клубът изпада като предпоследен отбор във Втора Бундеслига. Там, през кампанията 2008/09, Ханза Росток разгромява Кобленц с 9:0 и поставя нов рекорд за най-изразителна победа след Обединението на Германия, но след четири поредни срещи без победа се смъква до 12-о място във временното класиране, което води до освобождаването на Пагелсдорф. При неговия наследник Дитер Айлтс отборът не подобрява играта си, а напротив – дори попада в зоната за изпадане. Нова треньорска смяна поставя начело на Ханза Андреас Цаххубер, който след поредица от добри резултати спасява отбора от изпадане в Трета лига.
Лиценз за участие в сезон 2009/10 Ханза Росток получава срещу финансови условия, гарантиращи стабилност на изпадналия в недостиг на средства клуб. Ростокци са елиминирани от турнира за Купата на Германия още в първия кръг след загуба от Оснабрюк. Затрудненото положение води до слаби резултати и Ханза завършва на 16-о място в първенството. Това дава им право на бараж срещу 3-тия в Трета Бундеслига „Инголщад“. Ханза губи и двата мача (1:0 като гост и 2:0 у дома) и така изпада безславно в Трета Бундеслига.
През сезон 2010/11 Ханза се завръща във втория ешелон на германския футбол. След дълъг сезон „моряците“ от Северна Германия финишират на второ място в Трета Бундеслига и така директно се класират за Втора Бундеслига. Ханза завършва сезона на 7 точки зад лидера Айнтрахт Брауншвайг и на цели 13 пред третия в класирането Динамо Дрезден. Дрезденци също подпечатаха своето участие във Втора Бундеслига след инфарктни баражи срещу Оснабрюк, реваншът е спечелен с 3:1 след продължения и така от догодина някогашната Източна Германия ще има цели 4 представители във второто ниво на футбола в страната. Освен Ханза и Динамо, участието си там са подсигурили столичния Унион и Енерги Котбус.

## Женски отбор
През 1991 г. играещият в женската регионална лига отбор на Пост Росток се присъединява към Ханза Росток, под което име спечелва купата на провинция Мекленбург-Предна Померания през следващите два сезона. През 1993 г. женският отбор преминава към Полицай Росток, където за кратко участва в германската женска футболна бундеслига. От 2005 г. формацията е част на Хафен Росток 61.

## Клубна структура

### Клубно управление
От 1954 до 1965 г. футболната секция на Емпор Росток се ръководи от Руди Райхман, който има съществена роля на преместването на формацията от Лаутер в Росток. За това време е характерно силното влияние на политиката на ГДР в спортния живот на дружеството.
След създаването на Ханза за ръководител е избран Хайнц Нойкирхен. През 1967 г. управата на клуба, включващи 12 членове, се преструктурира като Нойкирхен става директор, а президентското място се заема от Ернст-Мориц Панке. Панке е освободен след неуспехите на клуба през 1973 г. Наследява го Йохен Тимерман, назначен от партийния функционер Хари Тиш, като партията увеличава своето влияние върху Ханза. След като вицешампионската титла не е повторена през 1975 г. Тимерман остава без подкрепа и е заменен от Руди Алмс, който е наследен от Ули Щол след две години. През 1986 г. новите президент и треньор съответно Роберт Пишке и Вернер Фойгт са „командировани“ от Динамо Берлин в Ханза Росток. Пишке контролира съставената от 22 членове клубна управа.
Роберт Пишке запазва поста си и след Обединението на Германия, но вече негов вицепрезидент е дошлият от Вердер Бремен Дитер Ернст. Обвързването с клуба от Бремен е остро критикувано от бившия играч на Ханза Герд Кише и на събранието на клуба през февруари 1991 г. Пишке остава без подкрепа и е заменен от бившия кмет на Росток Волфганг Цьолик, но Ернст остава вицепрезидент. Ново заседание на ръководството е свикано през юни същата година, на което Кише е избран за президент. Новият ръководител предприема радикални мерки като освобождава много от досегашните управници на клуба, с което си спечелва много врагове и логично е свален от поста си през 1993 г.
След ръководството на ростокския предприемач Гернот Бьотрих от 1993 до 1994 г., на президентския стол до края на 1995 г. седи бившият вътрешен министър на ГДР Петер-Михаел Дийстел. По негово време ръководството на клуба се разделя на надзорен съвет и управителен съвет, избиран от общото събрание на клуба на всеки 4 години. Първоначално за председател на управителния съвет и изпълнителен директор на клуба се избира Хорст Клинкман. Дийстел е заменен на президентския пост през 1997 г. от Екхард Реберг, който остава там до 2001 г. След това президент става Манфред Вимер.
Днешният президент Дирк Грабов поема поста през 2006 г.

### Президенти
|          | Име                  | Период      |
| -------- | -------------------- | ----------- |
|          | Руди Райхман         | 1954 – 1965 |
| Германия | Хайнц Нойкирхен      | 1965 – 1967 |
|          | Ернст-Мориц Панке    | 1967 – 1973 |
| Германия | Йохен Тимерман       | 1974        |
|          | Руди Алмс            | 1975 – 1977 |
| Германия | Ули Щол              | 1977 – 1986 |
| Германия | Роберт Пишке         | 1986 – 1991 |
| Германия | Волфганг Цьолик      | 1991        |
|          | Герд Кише            | 1991 – 1993 |
| Германия | Гернот Бьотрих       | 1993 – 1994 |
|          | Петер-Михаел Дийстел | 1994 – 1997 |
| Германия | Екхард Реберг        | 1997 – 2001 |
| Германия | Манфред Вимер        | 2001 – 2006 |
| Германия | Дирк Грабов          | от 2006     |

### Изпълнителни директори
|          | Име               | Период      |
| -------- | ----------------- | ----------- |
|          | Хорст Клинкман    | 1996 – 2008 |
| Германия | Адалберт Скамбакс | 2008 – 2009 |
|          | Ханс-Улрих Гийнке | от 2009     |

### Финансово състояние
През годините на ГДР Емпор Росток първоначално е подпомаган материално от Рибния комбинат на Росток, което продължава и след преименуването на клуба на Ханза Росток. След Обединението на Германия източногерманските отбори се комерсиализират и първият истински спонсор на отбора е компанията за канцеларски материали „УХУ“, подписан през 1990 г. В следващите години федералната провинция Мекленбург-Предна Померания изпитва финансови трудности вследствие на политическото обединение и това се отразява и на спортните клубове в провинцията, които трудно намират спомоществуватели. През сезон 1991/92 строителният концерн „Елбо“ рекламира на екипите на Ханза. Компанията, която рекламира на фланелките на отбора през сезона във Втора Бундеслига 1992/93 „БиоВолфс“ фалира в течение на сезона, което води до продаване на някои от професионалните футболисти и картотекиране на юноши. Дамската формация на Ханза също се отделя от клуба. Все пак за разлика от други клубове от Източна Германия като Динамо Дрезден и Лайпцих, които са наказани с отнемане на точки и изпадане поради финансови проблеми, Ханза Росток се стабилизира материално след ангажиментите на няколко заможни спонсори. Класирането в Първа Бундеслига през 1994/95 е последвано от нужда основните футболисти на клуба да бъдат продадени. Така Рене Шнайдер, Оливер Ньовил и Виктор Агали напускат Остзеещадион. Най-скъпият играч в историята на Ханза е шведският национален футболист Раде Прика.
От 2002 г. клубът се въздържа от скъпи трансфери, още повече след изпадането във Втора Бундеслига 2004/05, носещо допълнителна финансова нестабилност. Дефицитът от 430 000 евро поражда проблеми с получаването на лиценз от ГФС, осигурен едва след гаранцията на федералната провинция Мекленбург-Предна Померания. Сезонът 2005/06 е още по-неуспешен, водейки до загуба в размер 1,4 милиона евро, а 2006/07 - 1,2 милиона. Така цялостните задължения на Ханза нарастват на 9,8 милиона евро. След продажбата на името на Остзеещадион срещу 1,5 милиона евро на година финансите на ростокци относително се стабилизират. Така или иначе спонсорите трудно се решават да рекламират върху синьо-белите екипи, след като магазините за намалени дрехи „Кик“ се оттеглят от финансирането на отбора през лятото на 2008 г. Мекленбургската пивоварна „Любц“ и компанията за вятърни енергийни съображения „Виндщерке 11“ рекламират в Ханза през сезоните 2008/09 и 2009/10. Екипите на играчите се осигуряват от холандската компания за спортна екипировка МАСИТА.
Спонсори на Ханза Росток след 1990 г.
- Уху (Uhu) – канцеларски материали – 1990/91;
- Елбо (Elbo) – 1991/92;
- БиоВолф (BioWolf) – 1992/93;
- Травимекс (Travimpex) – 1993/94;
- Блуна (Bluna) – безалкохолни напитки – 1994/95;
- Хьофнер (Höffner) – мебелна къща – 1995/96;
- Деу (Daewoo) – корейски технологичен концерн – 1996/97;
- Рой Робсон (Roy Robson) – 1997 – 1999;
- Киа Мотърс (Kia Motors) – корейски автомобилен концерн – 1999 – 2002;
- Вита Кола (Vita Cola) – безалкохолни напитки – 2002 – 2005;
- Нойе Лебен (neue leben) – застрахователна компания – 2005 – 2007;
- Кик (KiK) – верига магазини за намалени дрехи – 2007/08;
- Любцер (Lübzer) – мекленбургска пивоварна – 2008/09;
- Виндщерке 11 (Windstärke 11) – компания за вятърни енергийни системи – 2009/10.

### Стадиони
Построеният с помощта на Националната строителна компания на ГДР Остзеещадион между 1953 и 1956 г. е отворен за зрители на 27 юли 1954 г. и е предоставен за ползване на Емпор Росток, а след преименуването на клуба – и на Ханза Росток, от 14 ноември 1954 г. Съоръжението е построено с лекоатлетическа писта и в началото се използва и за първенства по лека атлетика на ГДР, както и за хандбал на трева. Първоначално капацитетът му е 18 000 места, но след няколко преустройства той е повишен до 25 000. Футболната арена е ремонтирана основно и е генерално променена след преустройството между април 2000 и юли 2001 г., извършено със средства на федералната провинция Мекленбург-Предна Померания и община Росток в размер на 28,1 милиона евро. Остзеещадион е превърнат в един чисто футболен стадион с капацитет от 29 000 места и приема за първи път в новия си вид Ханза на 4 август 2001 г. На 2 юли 2007 г. е сключен спонсорски договор за правото върху името на стадиона с Германската кредитна банка със срок до 2017 г. Така съоръжението получава и днешното си име Де Ка Бе-Арена.
Преди построяването на Остзеещадион, най-големия стадион в Росток е Фолксщадион, който е построен в периода 1923 – 1928 г. и е побирал около 20 000 зрители. До класирането си в Регионалната лига Север през сезон 2008/09 аматьорският отбор на Ханза Росток е домакинствал на този стадион, чийто капацитет е бил оптимизиран до 8000 зрители. Юношеските отбори на клуба също ползват игрището в днешно време.

## Символи на клуба
Ханза Росток към момента няма официален талисман. През 1993 г. е направено допитване до феновете какъв да бъде талисманът на клуба, което посочва викингът на име „Роло“ да бъде заменен от Мекленбургския бик. Чисто физически той е съставен от двама фенове на Ханза и е можел да бъде видян по време на домакинствата на отбора в Росток. След като двамата фенове умират преждевременно след инциденти, клубното ръководство решава Ханза да няма талисман. Официалният химн на отбора от 1995 г. насам е песента FC Hansa, Wir lieben Dich total на рокгрупата Пудис, която замества предишния химн от времената на ГДР, изпълнен от Клаус Лешинскис. Друга официална песен на Ханза е Hansa Forever на Томас Зелендс и Ян Фрийдбергс.

## Фенове
Според социологическо проучване, направено през 2007 г., Ханза Росток заема седмото място сред професионалните клубове в Германия с най-много привърженици, а именно 1,97 милиона фенове. Ростокци убедително заемат първото място в провинциите на бившата ГДР, като изпреварват Байерн Мюнхен, а за територията на цяла Германия са най-обичания източногермански клуб пред Енерги Котбус.

### Фенсцена
Въпреки че играчите на Емпор Лаутер са изпратени в Росток само преди няколко дни, Остзеещадион се изпълва от 17 000 зрители на 14 ноември 1954 г., когато е първата среща на Емпор Росток. Постепенно се оформя значителен контингент от привърженици на отбора, поради липсата на други значими клубове от региона, който се оформя във фенгрупи, пътуващи с отбора за гостуванията в южните части на Източна Германия. Сувенири с марката на клуба се появяват от сезон 1974/75.
По време на Обединението на Германия сред феновете на отбора се издигат лозунги срещу бившето правителство на ГДР. Така при едно гостуване от участие от мач за Купата на УЕФА в Острава през септември 1989 г. вагони с привърженици на Ханза Росток са строго контролирани от властите в Прага, а някои от вагоните са отделени от влаковата композиция, превозваща 4 хиляди запалянковци, и закарани отделно директно до мястото на събитието.
След Обединението на страната на фенорганизациите на Ханза Росток се отдава специална сграда до стадиона през 1991 г. Днес ръководството на фенклуба организира повече от 170 организации на привърженици в цяла Германия, както и в Скандинавия, Полша и дори Китай.
Привържениците на Ханза влизат в конфликт със станалите по-късно врагове фенове на Санкт Паули през 1993 г., като напрежението продължава до края на 90-те години. Те попадат в черната хроника на медиите с вандалски прояви на гарата в Щендал през февруари 2006 г., в гостуването на Рот-Вайс Есен през февруари 2007 г., както и по време на празненствата след класирането в Първа Бундеслига през същата година. Клубът заплаща разноските от поправката на причинените от феновете си вреди в размер на 400 000 евро. Ръководството на клуба и на организациите на привържениците хвърлят много средства и усилия да предотвратят бъдещи прояви от подобно естество чрез организиране на т. нар. „фен-проекти“. През 2007 г. около 500 агресивни привърженици на Ханза, склонни към безредици, са изключени от клуба.

## Съперничества
Съперничествата от времената на ГДР срещу Динамо Берлин и Хафен Росток губят своето значение през последните десетилетия. На тяхно място, след Обединението на Германия, идват сблъсъците с клуба Хамбург от западногерманския пристанищен град, означавани като „северно дерби“. „Североизточното дерби“ се играе срещу Херта Берлин, а „източните дербита“ са между Ханза Росток и другите отбори от бившата Източна Германия. Срещите срещу Енерги Котбус, другият най-успешен отбор от ГДР след 1990 г., се оценяват като мачове с особен заряд и определени рискове от сблъсъци между привържениците. От 1993 г. съществува вражда с хамбургския Санкт Паули, след като в Росток се стига до хулигански изстъпления по време на гостуването на „кийцкикерите“.
Приятелски отношения се поддържат със запалянковците на Щутгартер Кикерс от сезон 1991/92, който е и единственият общ сезон в Първа Бундеслига за двата клуба.

### Енерги Котбус
Въпреки че двата отбора играят помежду си по време на комунистическия режим в Източна Германия (14 мача: 10 победи за Ханза, 3 равни и само една победа за Енерги Котбус), враждата между тях започва от първия сезон на „лаузитцерите“ в Първа Бундеслига 2000/01. Дотогава клубът от Росток категорично печели званието за най-успял отбор от бившата ГДР, а желанието на котбусци да ги изпреварят води до фенски изстъпления при директните двубои. Енерги отново изпада през 2003 г., като балансът между отборите е по две победи и два равни мача. След изпадането на Ханза във Втора Бундеслига през 2005 г. отново сблъсъците се подновяват, но само за един сезон, защото Енерги Котбус постига класиране в Първа Бундеслига през 2006 г., а през 2007 г. са последвани там и от Ханза. За сезон 2009/10 източногерманските клубове отново се събират във втора дивизия, но този път там компания им прави Унион Берлин като трети източногермански представител.

### Санкт Паули
Между Ханза Росток и Санкт Паули съществува яростно съперничество от 13 май 1993 г. насам, когато при среща между двата отбора в Росток се стига до сцени на насилие. При влизането на стадиона дяснорадикални ростокски запалянковци се спречкват с крайнолевите фенове от Хамбург, вследствие на което около 400 неонацисти и хулигани опитват да атакуват сектора с гостуващите привърженици по време на двубоя, като феновете взаимно се обстрелват с предмети. Силите за сигурност използват водни струи, за да разпръснат воюващите групи, а много от най-агресивните по трибуните са задържани. В крайна сметка 12 души са ранени преди да бъде въдворен ред. Оттогава срещите между двата отбора са изключително рискови и преминават при засилени мерки за сигурност.
През септември 1995 г. агресивни фенове хвърлят предмети и димки по терена, увреждайки здравето на няколко играчи на Санкт Паули. До нови сблъсъци се стига на 26 септември 2008 г., когато при нова среща между двата отбора враждуващите агитки се замерят с предмети, а накрая полицейските барикади, построени за разделяне на феновете, са атакувани. След използването на водни струи и сълзотворен газ полицията успява да спре сблъсъците, но въпреки това 15 души са ранени, 6 от които са полицаи. 52 запалянковци са задържани. Ответната среща през пролетта на 2009 г. в Хамбург преминава при изключителни мерки за сигурност, въпреки които след края на двубоя започват улични боеве между 1000 анархисти, полиция и привърженици на Санкт Паули.
От 14 срещи между двата отбора от 1991 г. до днес Ханза печелят 10 пъти, а Санкт Паули само 4.

## Професионален отбор за сезон 2009/10
Треньор на отбора е Андреас Цаххубер с помощник Томас Финк, а треньор на вратарите е Марко Костман.
| №             |          | Играч            | Рождена дата   | В отбора от | См      | Кг      | Мач.    | Гол.    | Предишни клубове |
| Вратари       | Вратари  | Вратари          | Вратари        | Вратари     | Вратари | Вратари | Вратари | Вратари | Вратари |
| ------------- | -------- | ---------------- | -------------- | ----------- | ------- | ------- | ------- | ------- | --- |
| 1             |          | Йорг Ханел       | 11 януари 1982 | 2006        | 186     | 84      | 40      | 0       | Ерцгебирге Ауе, Айзен Ерла-Крандорф |
| 33            | Германия | Александер Валке | 06.06.1983     | 2009        | 188     | 83      | 5       | 0       | Веен Висбаден, Фрайбург, Вердер Бремен, Енерги Котбус, Айнтрахт Ораниенбург                                                                      |
| 37            |          | Андреас Кернер   | 05.09.1988     | 1995        | 189     | 86      | 0       | 0       | Юноша на клуба |
| -             |          | Щефан Вехтер     | 20.04.1978     | 2007        | 189     | 88      | 28      | 0       | Хамбург, Юрдинген 05, Бохум, Вестфалия Херне |
| Защитници     |          |                  |                |             |         |         |         |         | |
| 2             |          | Декстер Ланген   | 16.12.1980     | 2006        | 186     | 73      | 69      | 0       | Динамо Дрезден, Кикерс Офенбах, Гийсен, Кикерс Офенбах, Борусия Мьонхенгладбах, Гийсен, Ланггьонс                                                |
| 4             |          | Орестеш          | 24.03.1981     | 2007        | 182     | 81      | 60      | 6       | Навал, Санта Клара, Де Мая, Витория Сетубал, Белененсеш, Португеза, Сантос, Португеза                                                            |
| 5             |          | Тим Зебастиан    | 17 януари 1984 | 2009        | 187     | 74      | 103     | 3       | Карлсруе, Ханза Росток, Грайфсвалд, Мотор Волгаст                                                                                                |
| 18            |          | Бастиан Окципка  | 12 януари 1989 | 2008        | 184     | 81      | 33      | 0       | Байер Леверкузен |
| 26            |          | Щефан Гуше       | 13.02.1990     | 2004        | 193     | 85      | 1       | 0       | Айнтрахт Шверин |
| 35            |          | Кевин Шьонеберг  | 24.08.1985     | 2009        | 179     | 75      | 21      | 0       | Кьолн, Блисхайм |
| -             |          | Диего Мораиш     | 11.02.1983     | 2007        | 186     | 76      | 14      | 0       | Виля Рио, Волта Редонда, Насионал Манаус, Бангу, Олария                                                                                          |
| Полузащитници |          |                  |                |             |         |         |         |         | |
| 6             |          | Мартин Ретов     | 05.05.1980     | 2008        | 178     | 82      | 36      | 3       | Брьонбю ИФ, Кьоге, Ризхьой |
| 7             |          | Оливер Шрьодер   | 11.06.1980     | 2009        | 183     | 83      | 4       | 0       | Бохум, Херта Берлин, Кьолн, Херта Берлин, Шпандау, Райникендорфер Фюксе, Тегел                                                                   |
| 13            |          | Марио Филингер   | 10.10.1984     | 2008        | 181     | 76      | 31      | 8       | Хамбургер, Кемниц, Дрезден Щризен, Хайденау |
| 14            |          | Кевин Шлите      | 04.11.1981     | 2009        | 183     | 79      | 3       | 1       | Фрайбург, Карл Цайс Йена, Германия Халберщат, Зюдхарц Валкенрийд, Халденслебер, Фортуна Магдебург, Локомотиве Халденслебен, Медицин Халденслебен |
| 16            |          | Брадли Карнел    | 21 януари 1977 | 2009        | 174     | 70      | 3       | 0       | Карлсруе, Борусия Мьонхенгладбах, Щутгарт, Кайзер Чийфс, БИДВест Уитс Юнивърсити                                                                 |
| 19            |          | Том Бушке        | 29.02.1988     | 2003        | 183     | 77      | 2       | 0       | Нойбранденбург |
| 22            |          | Зебастиан Алберт | 26.02.1987     | 2004        | 183     | 77      | 2       | 0       | Лайпциг, Заксен Лайпциг, Сан Лоренцо, Блау-Вайс Лайпциг                                                                                          |
| 27            |          | Фин Бартелс      | 07.02.1987     | 2007        | 176     | 65      | 52      | 11      | Холщайн Кил, Айдертал Молфзе, Русее |
| 29            |          | Тобиас Йенеке    | 16.03.1989     | 2003        | 176     | 74      | 5       | 1       | Толензе Нойбранденбург, Нойбранденбург |
| 31            |          | Кай Бюлов        | 31.05.1986     | 1995        | 188     | 77      | 109     | 6       | Бентвиш |
| 36            |          | Рене Ланге       | 22.11.1988     | 2003        | 180     | 78      | 0       | 0       | Нойбранденбург, Гнойен |
| -             |          | Тобиас Ратгеб    | 03.05.1982     | 2006        | 173     | 65      | 59      | 2       | Щутгарт, Санкт Гален, Щутгарт, Китххайм/Тек, Нелинген                                                                                            |
| Нападатели    |          |                  |                |             |         |         |         |         | |
| 9             |          | Енрико Керн      | 12.03.1979     | 2006        | 188     | 83      | 114     | 38      | Ян Регенсбург, ЛАСК Линц, Валдхоф Манхайм, Вердер Бремен, Тенис Борусия Берлин, Ерцгебирге Ауе, Висмут Шнееберг                                  |
| 10            |          | Томас Брой       | 07.10.1988     | 2009        | 182     | 72      | 0       | 0       | Олхинг, Пуххайм, Байерн Мюнхен, Пост Мюнхен |
| 11            |          | Енрико Найцел    | 11.04.1977     | 2009        | 183     | 80      | 0       | 0       | Кикерс Емден, Любек, Рот-Вайс Ерфурт, Шьонеберг 95, Лок Щендал, Шверин, Шверинер СК, Магдебург, ИСГ Шверин, Форвертс, Хагенов                    |
| 24            |          | Марсел Шид       | 28.07.1983     | 2009        | 172     | 71      | 63      | 11      | Айнтрахт Брауншвайг, Карл Цайс Йена, Ханза Росток, Унтерхахинг, Оснабрюк, Ханза Росток, Хале 96, Рот-Вайс Вайсенфелс, Грюн-Вайс Лангендорф       |
| 32            |          | Феликс Кроос     | 12.03.1991     | 2002        | 184     | 75      | 19      | 0       | Грайфсвалд |
| -             |          | Хенри Мюнти      | 23.03.1982     | 2009        | 198     | 88      | 8       | 1       | Тампере Юнайтед, Кокола, Тромсьо ИЛ, Яро Пиетарсаари, Хемеенлина, Тромсьо ИЛ, Яро Пиетарсаари, Тромсьо ИЛ, Яро Пиетарсаари, Кокола               |

## Аматьорски отбор
Аматьорите на Ханза Росток участват в Регионална лига Север под ръководството на Аксел Рийтенрийт, на когото помага Аксел Гийре. Някои играчи от първия отбор, като Андреас Кернер и Рене Ланге, редовно участват в срещите на дублиращия тим.
След делегирането на Емпор Лаутер в Росток през 1955 г. започва изграждането на младежка академия в пристанищния град. Младежките формации на отбора печелят титлата на ГДР в своите възрастови групи през 1968, 1973, 1980 г. (юноши старша възраст) и 1970, 1978 и 1990 г. (юноши младша възраст). Там се изграждат футболистите Юрген Декер, Юрген Хайнш, Райнер Ярос, Хайко Мерц, Дитер Шнайдер и Аксел Шулц.
Към големите успехи на Ханза след Обединението на Германия спада вицешампионската титла на юношите младша възраст през сезон 2004/05 под ръководството на треньора Томас Финк. От юношеската академия на клуба през 90-те години тренират младите футболисти Кай Бюлов, Уве Елерс, Тим Зебастиан, Марко Форбек, Феликс Кроос, Карстен Янкер и Тони Кроос.
| №             |          | Играч              | Рождена дата   | В отбора от | См      | Кг      | Мач.    | Гол.    | Предишни клубове                                                                                            |
| Вратари       | Вратари  | Вратари            | Вратари        | Вратари     | Вратари | Вратари | Вратари | Вратари | Вратари |
| ------------- | -------- | ------------------ | -------------- | ----------- | ------- | ------- | ------- | ------- | --- |
| 1             |          | Флориан Томас Кирш | 03.04.1990     | 2003        | 193     | 80      | -       | -       | Зийферсхегер                                                                                                |
| 30            | Германия | Оливер Радзек      | 10.07.1980     | 2009        | 190     | 96      | -       | -       | Граал-Мюриц, ФК Росток, Варнов Папендорф, Ханза Росток                                                      |
| Защитници     |          |                    |                |             |         |         |         |         | |
| 2             |          | Фабиан Цитлау      | 22.06.1990     | 2006        | 181     | 78      | -       | -       | Магдебург                                                                                                   |
| 4             |          | Георг Шумски       | 18.03.1990     | 2006        | 179     | 73      | -       | -       | Бентвиш |
| 5             |          | Уве Елерс          | 08.03.1975     | 2009        | 187     | 92      | 116     | 5       | Оснабрюк, Ерцгебирге Ауе, Аугсбург, 1860 Мюнхен, Ханза Росток                                               |
| 6             |          | Томас Гьотцъл      | 31.08.1990     | 2008        | 185     | 72      | -       | -       | Ян Регенсбург, Кьонихсбрун, Нюрнберг, Гройтер Фюрт                                                          |
| 8             |          | Мартин Пет         | 12.10.1986     | 2000        | 178     | 66      | -       | -       | Варнемюнде                                                                                                  |
| 15            |          | Феликс Фрайтаг     | 12.08.1987     | 1995        | 185     | 78      | -       | -       | Юноша на клуба                                                                                              |
| 20            |          | Ханес Грундман     | 19.06.1987     | 1995        | 184     | 78      | -       | -       | ФИКО Росток                                                                                                 |
| 25            |          | Кай-Уве Питвен     | 12.02.1989     | 2005        | 180     | 83      | -       | -       | Нойбранденбург                                                                                              |
| Полузащитници |          |                    |                |             |         |         |         |         | |
| 7             |          | Александер Рамих   | 29.12.1988     | 2008        | 183     | 73      | -       | -       | Щраусберг                                                                                                   |
| 9             |          | Даниел Бекер       | 08.05.1987     | 2008        | 171     | 65      | -       | -       | Бентвиш |
| 11            |          | Фабиан Шьослер     | 18.10.1989     | 2009        | 179     | 65      | -       | -       | Хале, Заксен Лайпцих                                                                                        |
| 13            |          | Максимилиан Рауш   | 8 януари 1990  | 2004        | 180     | 78      | -       | -       | Варнмюнде                                                                                                   |
| 14            |          | Василис Циатухас   | 09.07.1990     | 2007        | 177     | 77      | -       | -       | Херта Берлин                                                                                                |
| 21            |          | Макс Кремер        | 21.06.1989     | 1997        | 176     | 66      | -       | -       | Грайфсвалд 04, Ханза Росток                                                                                 |
| Нападатели    |          |                    |                |             |         |         |         |         | |
| 12            |          | Патрик Кюн         | 19.03.1989     | 2000        | 188     | 75      | -       | -       | Гюстров |
| 17            |          | Хенри Хауфе        | 11 януари 1989 | 2008        | 183     | 72      | -       | -       | Виктория Франкфурт на Одер                                                                                  |
| 18            |          | Малик Боливар      | 17.06.1987     | 2009        | 190     | 95      | -       | -       | Херта Берлин, Шатору, Валдхоф Манхайм, Вердер Бремен, Тенис Борусия Берлин, Ерцгебирге Ауе, Висмут Шнееберг |

## Успехи
|  | Титли - Шампион на ГДР: 1991; - Носител на Купата на ГДР: 1991; - Шампион на Германия по футзал: 1998; - Първенец на провинция Мекленбург-Предна Померания: - Жени: 1992, 1993; - Мъже (аматьори): 1998, 2005, 2006; |  | Други успехи - Първенство на ГДР: 2 място (1955, 1962, 1963, 1964, 1968); - Купа на ГДР: 2 място (1955, 1957, 1960, 1967, 1987); - Първа Бундеслига: 6 място (1996, 1998); - Купа на Германия: Полуфинал (1999/2000) 0 |

## Бивши играчи
Таблицата включва бивши футболисти на Ханза Росток или на предшественика Емпор Росток, записали важни постижения за клубовете от града или представяли страната си на международната сцена. Посочени са срещите и головете за първите отбори за първенство до сезон 2008/09 включително.
|          | Име                 | Период                  | Мачове (голове) | Бележка |
| -------- | ------------------- | ----------------------- | --------------- | --- |
| Германия | Гернот Алмс         | 1980 – 1994             | 298 (12)        | Алмс печели дубъла през 1990/91 и се класира в първа дивизия на ГДР през 1986/87. Със своите 298 мача той заема седмо място във вечната класация за играчите с най-много срещи за Ханза. |
| Швеция   | Магнус Арвидсон     | 1999 – 2006             | 181 (32)        | Шведският национален футболист е най-резултатният футболист на Ханза в Първа Бундеслига със своите 27 гола, а 181 мача за клуба го правят и чужденецът с най-много срещи. |
| Германия | Щефан Байнлих       | 1994 – 1997 2006 – 2008 | 138 (35)        | Водещ играч през класиранията 1994/95 и 2006/07; отбелязва 35 гола от 138 срещи. |
| Германия | Волфганг Бертелс    | 1959 – 1969             | 221 (45)        | Роденият в Магдебург футболист идва в клуба като юноша и изиграва по-късно 221 мача в първа дивизия на ГДР, както и две срещи за ГДР, когато успява да отбележи гол номер 100 за Източна Германия. |
| Германия | Артур Биалас        | 1954 – 1962             | 167 (93)        | Артур Биалас идва в Росток заедно с брат си Франц от Лаутер, където със своите 93 гола става на второ място във вечното класиране за футболист с най-много голове за Ханза; голмайстор на първа дивизия на ГДР през 1962 г., а през предходната година изиграва и единствената среща за родината си.                                     |
| Германия | Хилмар Вайланд      | 1986 – 2002             | 365 (17)        | 365 изиграни срещи за Ханза Росток поставят Вайланд на първо място в клубната класация за футболисти с най-много мачове. Участва при класиранията през сезоните 1986/87 и 1994/95. През 1990/91 той печели дубъл с отбора и е повикан два пъти, за да играе за ГДР.                                                                      |
| Германия | Юрген Декер         | 1964 – 1973 1974 – 1979 | 211 (31)        | Декер играе 15 години за Ханза с едногодишно прекъсване, като записва 211 срещи. След като спира с активната си футболна кариера той е помощник-треньор на Уве Райндерс през шампионския сезон 1990/91. |
| Германия | Йенс Дове           | 1987 – 1994 1997 – 1999 | 197 (30)        | Роденият в Росток футболист печели дубъла с Ханза през 1990/91 и за десет години с екипа на клуба изиграв 197 срещи. Участва и в класирането през сезон 1986/87. |
| Германия | Вернер Древс        | 1959 – 1970             | 268 (58)        | Древс има два мача за Източна Германия, а 268 срещи за Ханза Росток го поставят на девето място във вечното класиране на играчи с най-много мачове за клуба. 58 гола му носят и пето място за играч с най-много голове за клуба от Росток.                                                                                               |
| Германия | Клаус-Дитер Зеехаус | 1961 – 1974             | 261 0(4)        | 261 срещи за Ханза изработват повиквателна на Зеехаус за националния отбор на ГДР, където той играе 10 мача. |
| Германия | Герд Кише           | 1970 – 1981             | 248 (23)        | Десният защитник изиграва 248 мача за Ханза Росток, а 63 срещи за националния отбор на ГДР го правят играча на ростокския клуб с най-много срещи с националния екип за всички времена. |
| Германия | Хайно Клаймингер    | 1956 – 1969             | 191 (62)        | Четирикратният национал Клаймингер изиграва 191 мача с 62 гола, което му постижение го поставя на престижното четвърто място в класацията за играч с най-много голове за Ханза. |
| Германия | Герд Костман        | 1964 – 1971             | 089 (43)        | Костман става голмайстор на първенството на ГДР през 1967/68 и 1968/69, а след това става координатор на аматьорския и юношеския отбор на Ханза Росток. |
| Германия | Тимо Ланге          | 1992 – 2004             | 275 (31)        | За 12 години Ланге изиграва 165 мача в Първа Бундеслига, което го прави футболистът на Ханза с най-много срещи в елита на Обединена Германия. След края на кариерата си е назначен за треньор на втория отбор на клуба и след това за помощник-треньор на първия отбор.                                                                  |
| Швеция   | Маркус Ланц         | 1999 – 2005             | 164 0(6)        | Шведският национален футболист Ланц изиграва 164 срещи за Ханза – на второ място сред всички футболисти на клуба с най-много мачове в Първа Бундеслига за всички времена. |
| Германия | Норберт Литман      | 1978 – 1988             | 221 0(9)        | Литман участва в класиранията в първа дивизия на ГДР през 1979/80 и 1986/87 със своите 221 срещи за клуба. |
| Германия | Хайко Мерц          | 1983 – 1998             | 344 (27)        | С 344 мача – на пето място във вечната класация за играчи на Ханза с най-много срещи с екипа на клуба; участва при дубъла през 1990/91, а за отбора на ГДР изиграва един мач през 1989 г. |
| Германия | Михаел Мишингер     | 1973 – 1986             | 258 (27)        | Мишингер прекарва 13 години в Ханза и през това време изиграва 258 мача. Участва 11 пъти в срещи на Олимпийския отбор на ГДР. |
| Германия | Херберт Панкау      | 1960 – 1971             | 257 (30)        | 30 гола от 257 срещи на Панкау за Ханза Росток, както и 24 мача с екипа на ГДР между 1962 и 1967 г. |
| Германия | Кристиан Радке      | 1970 – 1975 1978 – 1985 | 220 (30)        | През дванадесетте си години в Росток Радке изиграва 220 мача за Ханза и успява да отбележи 30 гола. |
| Германия | Рене Ридлевиц       | 2000 – 2008             | 199 (26)        | Изиграва 199 мача за клуба и през сезон 2007/08 е последният все още активен футболист в Германия, който е играл и в първенството на ГДР. |
| Германия | Юрген Утес          | 1976 – 1988             | 265 (23)        | Заема десето място във вечната клубна класация за играчи с най-много срещи (265 мача); през 1982 г. изиграва единствения си мач за ГДР. |
| Германия | Юрген Хайнш         | 1958 – 1971             | 176 0(0)        | Вратарят изиграва 176 мача за Ханза и 7 за ГДР. След края на кариерата си поема временно бившия си клуб като треньор. |
| Германия | Хелмут Хергезел     | 1963 – 1972             | 200 (17)        | Хергезел изиграва 200 срещи за Ханза Росток за 10 години и след края на футболната си кариера става последователно младежки треньор, старши треньор на първия отбор и изпълнителен директор на клуба. |
| Германия | Марко Цалман        | 1992 – 2001             | 201 0(9)        | Основен играч през сезон 1994/95, когато Ханза се класира в Първа Бундеслига. В германския елит Цалман изиграва общо 112 мача за своя клуб. |
| Германия | Курт Цапф           | 1954 – 1967             | 242 0(4)        | Освен 242 мача за Ханза Цапф играе и четири пъти за ГДР. След като приключва с активната си футболна кариера той става старши треньор в Росток. |
| Германия | Юри Шлюнц           | 1979 – 1994             | 356 (77)        | 77 гола от 359 мача поставят Шлюнц на трето място във вечните клубни класации за най-много голове и най-много срещи в историята. През „златния“ сезон 1990/91 той е капитан на отбора си, а след края на състезателната си кариера футболистът става последователно младежки треньор, помощник-треньор и старши треньор на Ханза Росток. |
| Германия | Дитер Шнайдер       | 1968 – 1986             | 349 0(0)        | 18 години в клуба и 349 срещи с фланелката на Ханза поставят Шнайдер на четвъртото място във вечното класиране на играчите с най-много мачове в историята на клуба. 3 мача за ГДР. |
| Германия | Матиас Шобер        | 2001 – 2007             | 191 0(0)        | Шобер е вратарят, който изиграва най-много мачове с екипа на Ханза Росток в Първа Бундеслига (123 срещи). |
| Германия | Аксел Шулц          | 1977 – 1993             | 321 (51)        | На шесто място в класацията за най-много мачове (321) и на седмо за най-много голове (51) в историята на Ханза Росток. Печели дубъла през 1990/91, а след като спира с футбола, става пресговорител на клуба. |
| Германия | Йоахим Щрайх        | 1969 – 1975             | 141 (58)        | 58 гола от 141 срещи отреждат на Щрайх пето място във вечното голмайсторско класиране на клуба. След изпадането на Ханза през 1974/75 той преминава в Магдебург, където става играчът с най-много мачове в първа дивизия на ГДР и с националния екип на Източна Германия.                                                                |
| Германия | Райнер Ярос         | 1975 – 1990             | 362 (166)       | Ярос е най-добрият реализатор в историята на Ханза със 166 гола и на второ място в класирането за играч с най-много срещи – 362. Три мача за ГДР, преди да заеме пост като вицепрезидент на клуба си. |

## Бивши треньори
Таблицата включва всички треньори на отбора от 1954 г. насам, включително и тези на Емпор Росток. Дадени са периодите на ръководство, както и балансите в представянето на тима (победи-равни-загуби) до сезон 2008/09 включително.
|          | Име              | Период                              | Баланс   | Бележка |
| -------- | ---------------- | ----------------------------------- | -------- | --- |
| Германия | Освалд Пфау      | 1954 – 1955                         | 18–5–12  | Пфау е „командирован“ през 1954 г. от Лаутер в Росток. След като постига второ място с ростокския клуб, треньорът е назначен за държавен селекционер на ГДР през 1955 г., но малко след това бяга в Западна Германия. |
| Германия | Вили Мьоринг     | 1956                                | 0–2–3    | Мьоринг поема Ханза, след като Освалд Пфау е назначен за селекционер на ГДР. Освободен е няколко месеца след това, когато отборът попада в опасност от изпадане. |
| Германия | Лотар Визенер    | 1956 1969                           | 4–2–2    | При Визенер Ханза успява да се класира за първа дивизия на ГДР през 1956 г. с помощта и на подкрепата на играещия треньор Курт Цапф. След освобождаването на Герхард Глезер през май 1969 г. Визенер за кратко води отбора на Росток. |
| Германия | Ерих Дител       | 1956                                | 4–3–11   | Дител не успява да извади отбора от зоната за изпадане на първа дивизия на ГДР по време на 5-месечното си ръководство. След това той е освободен. |
| Германия | Хайнц Крюгел     | 1957 – 1958                         | 34–13–15 | Класира Ханза в първа дивизия през 1957 г. и на финала за купата на ГДР през същата година. Под ръководството на Крюгел ростокци се утвърждават в първа лига, като той е назначен за държавен селекционер. |
| Германия | Валтер Фрич      | 1959 – 1965                         | 92–40–54 | При Фрич Ханза Росток се развива до един от най-добрите отбори на ГДР, а тимът достига до финал за купата на страната през 1960 г., а между 1962 и 1964 г. клубът е три пъти подред вицешампион. Сравнително неуспешната кампания 1964/65 води до освобождаването на наставника, който по-късно печели голям брой трофеи с Динамо Дрезден. |
| Германия | Курт Цапф        | 1965                                | 2–0–2    | След напускането на Валтер Фрич през април 1965 г. Цапф временно води тренировките на отбора, където се е изявявал като играещ треньор през 1956 г. |
| Германия | Герхард Глезер   | 1965 – 1969                         | 55–28–37 | Глезер, който преди това е за кратко треньор на ГДР, първоначално не успява да постигне високи резултати с Ханза Росток. След това под ръководството на наставника клубът достига до финал за купата на Източна Германия през 1967 г. и вицешампионското звание през 1968 г. След пропускането на титлата през 1968/69 Глезер е освободен. |
| Германия | Хорст Зас        | 1969 – 1973                         | 41–30–53 | Като спортен педагог Зас получава задачата не само да въведе научна методика в тренировките, но и да подмлади състава на Ханза. До освобождаването на треньора през 1973 г. ростокци не успяват да повторят успехите си от предишните години и се борят предимно да не изпаднат. |
| Германия | Хайнц Вернер     | 1973 – 1975                         | 18–9–23  | При Вернер, първоначално работил като помощник при Хорст Зас, Ханза се утвърждава в средата на първодивизионната лига на ГДР през 1974 г., но на следващата година отново попада в опасност от изпадане. След домакинско поражение от Карл Цайс Йена на 8 март 1975 г. Хайнц Вернер е уволнен още по време на мача от поста си. |
| Германия | Хелмут Хергезел  | 1975 – 1978                         | 59–27–32 | Хергезел, бивш играч на клуба, наследява Хайнц Вернер на треньорския пост, но не успява да спаси отбора от изпадане. Под негово ръководство „ростокския асансьор“ се движи с пълна сила – след класирането през 1976 г. следва изпадане веднага след това, а през 1978 г. ростокци отново се завръщат в елита. Лошото начало на кампанията през 1978/79 слага край на ръководството на треньора. |
| Германия | Юрген Хайнш      | 1978 – 1979 1981 – 1985 1993 – 1994 | 57–42–49 | Бившият играч на Ханза Хайнш не успява да спаси отбора от изпадане от първа лига на ГДР през 1979 г. След като впоследствие е помощник на Ниперт на треньорската скамейка, той се завръща начело като старши треньор през 1981 г. и утвърждава Ханза Росток в средата на първенството на Източна Германия. През сезон 1984/85 клубът отново попада в опасност от изпадане и Хайнш е освободен. Третият му треньорски период в Росток трае само една година през 1993 и завършва с пропускане на класирането в Първа Бундеслига. |
| Германия | Хари Ниперт      | 1979 – 1981                         | 43–13–22 | При Ниперт Ханза се завръща в първа дивизия през 1980 г. и успява да остане там през следващия сезон. След това треньорът се завръща в Берлин, за да тренира Унион Берлин. |
| Германия | Клаус Кройл      | 1985 – 1986                         | 10–7–15  | Под ръководството на Кройл, който преди това печели купата на ГДР с Магдебург, Ханза изпада от първа дивизия и остава начело на отбора за една година. |
| Германия | Вернер Фойгт     | 1986 – 1990                         | 66–29–35 | Фойгт постига класиране в първа лига на ГДР през 1987 г., финал за купата на страната през 1988 г. и оставане в елита през същата година. На следващата година Ханза за първи път от 1974 г. е в горната част на класирането, но малко преди Обединението на Германия е сменен от западногерманеца Уве Райндерс. |
| Германия | Уве Райндерс     | 1990 – 1992                         | 28–18–18 | Дотогава работилият в Западна Германия Райндерс получава задачата да утвърди клуба в единната елитна футболна дивизия на Обединена Германия. И той не само че успява да осигури място на Ханза в Първа Бундеслига, но и печели последното издание на първенството на ГДР, както и последната купа на Източна Германия през 1991 г. През новия сезон в Първа Бундеслига ростокци попадат в зоната на изпадащите, което води и до уволнението на треньора. |
| Германия | Ерих Рутемьолер  | 1992                                | 13–11–14 | Рутемьолер не успява да предотврати очертаващото се изпадане през 1992 г. След като под неговото ръководство завръщането в Първа Бундеслига изглежда пропуснато, наставникът е освободен след 9-месечния си престой в клуба. |
| Германия | Хорст Хрубеш     | 1993                                | 7–4–10   | Наследник на Ерих Рутемьолер, който трябва да изведе ростокци до Първа Бундеслига, но балансът му е по-разочароващ отколкота на всичките му предшественици и поради това е освободен само след 6 месеца начело на отбора. |
| Германия | Франк Пагелсдорф | 1994 – 1997 2005 – 2008             | 90–54–83 | Назначен е начело на Ханза през 1994 г. с целта да класира отбора в Първа Бундеслига. Веднага успява да изпълни поставената му задача, а през следващия сезон ростокци завършват на шесто място в германския елит. През 1997 г. Пагелдсорф напуска отбора, след като става единственият треньор в Росток, изпълнил срока на договора си докрай. През 2005 г. се завръща в града на Балтийско море, когато Ханза Росток отново е във Втора Бундеслига и отново постига класиране през 2007 г. След ново изпадане през 2008 г. и някои разочароващи резултати в началото на втородивизионната кампания, Франк Пагелсдорф е освободен. |
| Германия | Евалд Линен      | 1997 – 1999                         | 18–18–23 | Наследява Франк Пагелсдорф начело на отбора и класира Ханза на шестото място в Първа Бундеслига. След като клубът попада в опасната зона за изпадане, Линен е освободен в началото на 1999 г. |
| Германия | Андреас Цаххубер | 1999 – 2000 2009–0                  | 23–24–21 | Цаххубер, който преди това работи като помощник на Евалд Линен в клуба, поема Ханза в началото на 1999 г., когато тимът е под угрозата да изпадне от Първа Бундеслига. Треньорът спасява ростокци в последния кръг на първенството, като това му се отдава и през 1999/2000, но в началото на новия шампионат записва три поредни загуби и е освободен. През 2009 г. се завръща начело на застрашения от изпадане в Трета лига клуб. |
| Германия | Юри Шлюнц        | 2000 2001 – 2002 2003 – 2004 2008   | 19–9–22  | Дългогодишният помощник-треньор и бивш играч Шлюнц често поема ролята на заместник в случай на уволнение на старши треньора на клуба до 2003 г., когато той е назначен на „горещия стол“ и извежда Ханза от зоната на изпадащите до деветото място в крайното класиране на Първа Бундеслига. През следващия сезон серия от 6 поредни домакински поражения слага край на треньорството му в Росток. През 2008 г. Шлюнц временно ръководи клуба. |
| Германия | Фридхелм Функел  | 2000 – 2001                         | 14–10–22 | Когато Функел поема отбора, той се намира в зоната на изпадащите в Първа Бундеслига, но 3 кръга преди края на първенството спасението на клуба е факт. Няколко месеца по-късно, след разочароващо представяне на Ханза в началото на сезон 2001/02, треньорът е уволнен. |
| Германия | Армин Фее        | 2002 – 2003                         | 19–13–30 | Наследник на Функел, спасил клуба от изпадане през 2002 и 2003 г. След негативна серия в началото на 2003/04 е освободен. |
| Германия | Йорг Бергер      | 2004 – 2005                         | 5–7–12   | Бергер не успява да предотврати изпадането на клуба във Втора Бундеслига през 2005 г., поради тежкото състояние на отбора, наследено от Шлюнц. След две загуби в началото на новия сезон във втора дивизия треньорът е освободен. |
| Германия | Дитер Айлтс      | 2008 – 2009                         | 1–2–8    | Като наследник на Пагелсдорф Айлтс трябва да изведе Ханза до първите места във Втора Бундеслига. Няколко месеца по-късно треньорът е освободен, след като клубът попада в зоната за изпадане. |

## Български футболисти
- Павел Дочев: 1993/94 (0 мача - 0 гола)
- Едисон Йорданов: 2012-2013 - (26 мача / 1 гола)